# Raymond Borde

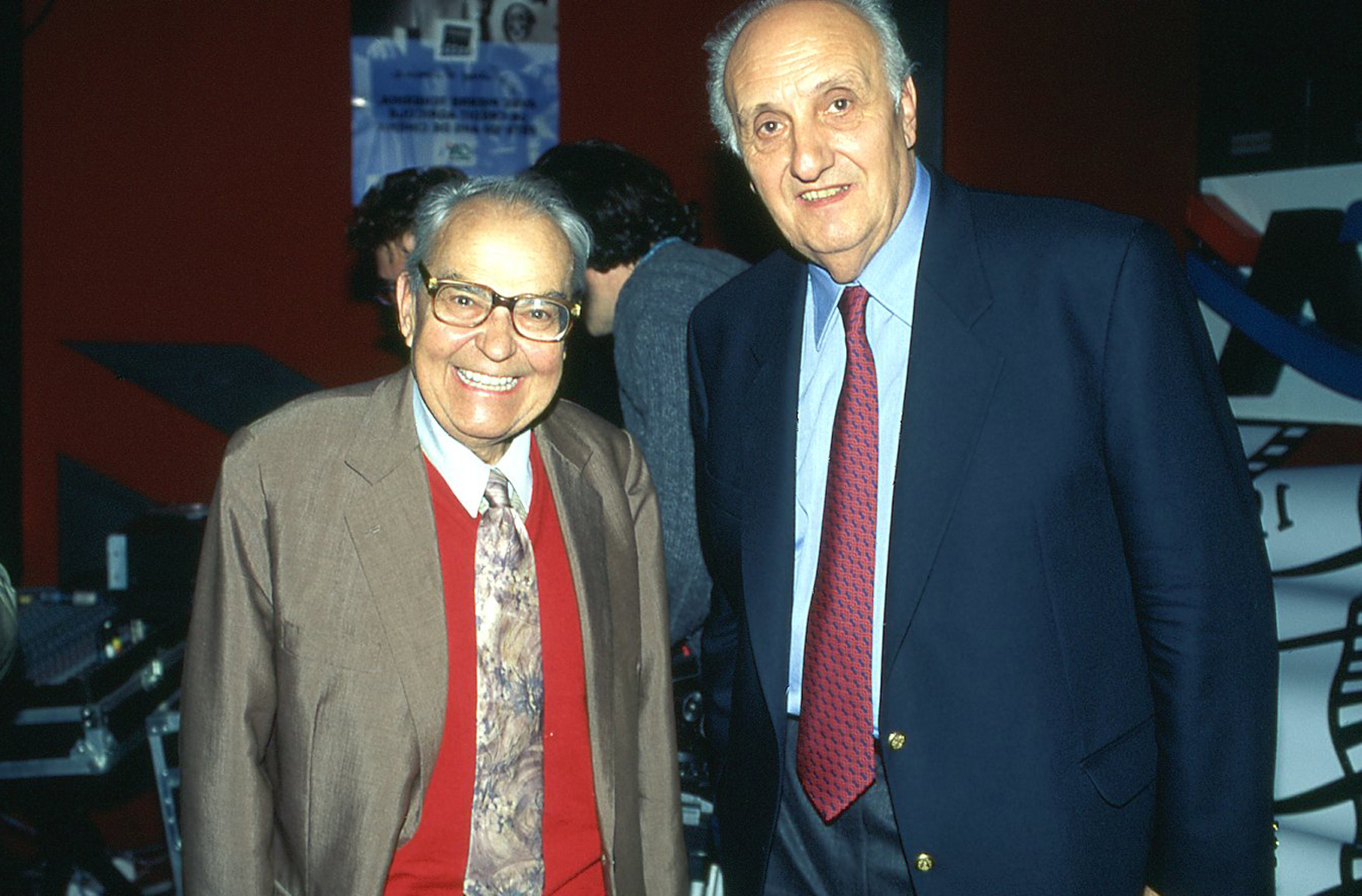
Raymond Borde en Pierre Tchernia

Raymond Borde (28 augustus 1920 - Toulouse, 20 september 2004) was een Frans filmcriticus en essayist, alsook medeoprichter en conservator van het Filmarchief van Toulouse.
Borde voelde zich verwant met de surrealistische beweging van André Breton en droeg bij aan verschillende tijdschriften, waaronder Positif en Premier Plan. Als vicepresident van de Internationale Federatie van filmarchieven (van 1966 tot 1990) publiceerde hij twintig boeken. Raymond Borde publiceerde tal van boeken over film. Hij is de coauteur van Panorama du film noir américain (1955), dat hij schreef in samenwerking met Stephen Chaumeton. Daarin wordt het begrip "film noir" gemunt. Zijn essay Les Cinémathèques (1983) handelt over het filmerfgoed en de theoretische grondslagen voor het beheer ervan. Borde is ook de auteur van een anarchistisch pamflet, L’Extricable (1963), en van een autobiografische roman, Le 24 août 1939 (1995).
- Bibsys: 90500635
- Biblioteca Nacional de España: XX946090
- Bibliothèque nationale de France: cb11892934t (data)
- CiNii: DA05326887
- Gemeinsame Normdatei: 140371559
- International Standard Name Identifier: 0000 0001 1063 7994
- Library of Congress Control Number: n80166976
- Nationale Bibliotheek van Tsjechië: kup20030000009629
- Nationale Bibliotheek van Israël: 987007438962805171
- Nederlandse Thesaurus van Auteursnamen: 070624518
- Système universitaire de documentation: 026739372
- Virtual International Authority File: 56606302
- WorldCat: E39PBJktrJTYjx3jKbfrGCt9Xd